# Phellia aucklandica
Phellia aucklandica is een zeeanemonensoort uit de familie Sagartiidae.
Phellia aucklandica is voor het eerst wetenschappelijk beschreven door Carlgren in 1924.